# Elektromagnetisk puls
 For alternative betydninger, se EMP.
En elektromagnetisk puls (forkortet EMP) er et meget kortvarigt, men meget kraftfuldt elektromagnetisk "pulsslag", som bl.a. opstår i forbindelse med detonation af kernevåben. Fænomenet skader elektronik som følge af de meget høje elektriske spændinger, som pulsen inducerer i ledende materiale, men skader derudover ikke direkte biologiske væsener, mekanik eller bygninger.[kilde mangler]
Der foregår forskning inden for området, der skal udvikle våben, som vil være i stand til at skabe en elektromagnetisk puls på andre måder end ved atomsprængninger.
| Fysik | Spire Denne artikel om fysik er en spire som bør udbygges. Du er velkommen til at hjælpe Wikipedia ved at udvide den. |